# Hrafnkelsdóttir
Hrafnkelsdóttir ist ein weiblicher isländischer Name.

## Bedeutung
Der Name ist ein Patronym und bedeutet Hrafnkells Tochter. Die männliche Entsprechung ist Hrafnkelsson (Hrafnkells Sohn).

## Namensträgerinnen
- Bryndís Lára Hrafnkelsdóttir (* 1991), isländische Fußballspielerin
- Elín Sóley Hrafnkelsdóttir (* 1998), isländische Basketballspielerin